# Auguste Le Hérissé
Pour les articles homonymes, voir Le Hérissé.
Auguste Le Hérissé, né le 29 mars 1876 à Antrain (Ille-et-Vilaine) et mort le 11 septembre 1953 dans la même ville, dont il fut le maire, est un administrateur colonial français qui fut en poste au Dahomey et au Sénégal. Historien et ethnologue amateur comme le furent nombre de coloniaux, étiqueté « indigénophile » par le ministère des Colonies, il est l'auteur d'un ouvrage de référence, L'ancien royaume du Dahomey.

## Carrière
Auguste Le Hérissé sert pendant deux ans dans l'armée française, puis intègre le ministère des Colonies. Entre 1903 et 1909, il est administrateur adjoint à Abomey. Puis, après un intermède de vingt-sept mois à Porto-Novo, on lui confie le cercle d'Abomey entre 1911 et 1914. Il met à profit son séjour au Dahomey (1903-1914) pour étudier la culture fon et l'histoire de l'ancien royaume de Dahomey. Il épouse en outre une princesse de la famille royale et parvient aussi à maîtriser la langue locale, le fon.
Membre influent du Parti colonial, il participe avec Alfred Guignard à une grande mission d'enquête lancée en 1910 par le général Mangin – dont ils sont des fidèles –, visant à évaluer les possibilités de recrutement massif de troupes africaines, la future « force noire ».
Muté au Sénégal en 1914, successivement en poste à Thiès, Louga et Saint-Louis, il termine sa carrière coloniale dans ce pays.
Succédant à son oncle, le député René Le Hérissé, déjà maire d'Antrain, il occupe à son tour cette fonction de 1922 à 1935.

## Œuvre
Publiée en 1911, son œuvre majeure, L'ancien royaume du Dahomey, mœurs, religion, histoire, est considérée comme un classique de la littérature ethnographique. Auguste Le Hérissé se veut très rigoureux, recueille méthodiquement les traditions orales en donnant la liste complète de ses interlocuteurs, élabore la généalogie des rois depuis 1625 environ, réunit photographies et croquis. S'étant notamment rapproché de certains membres de la famille royale, tel que le frère du roi déchu Agbidinoukoun, il s'informe sur l'histoire de la famille royale depuis les origines jusqu'aux combats entre Glélé, puis Béhanzin contre les Français. 

Pour le chercheur d'aujourd'hui, cette monographie détaillée et illustrée constitue une mine de renseignements, ou plutôt de pistes de recherche, car pendant que l'auteur ne manque pas, selon l'usage, de glorifier le colonisateur, les informateurs livrent aussi leur propre version des faits, dont l'historien amateur ne se démarque jamais.

## Distinctions
- Chevalier de la Légion d'honneur (décret du 9 octobre 1918)

## Collections
Pendant son séjour au Dahomey, soit entre 1903 et 1914, Auguste Le Hérissé est le commanditaire d'une série de récades aux emblèmes des rois d'Abomey. Finement travaillées, jamais utilisées auparavant, elles sont offertes au laboratoire d'anthropologie qui les dépose au musée d'ethnographie du Trocadéro en 1931, année de l'Exposition coloniale internationale. 

Ces pièces sont aujourd'hui conservées au Musée du quai Branly - Jacques-Chirac.

Quelques récades commanditées par Auguste Le Hérissé.
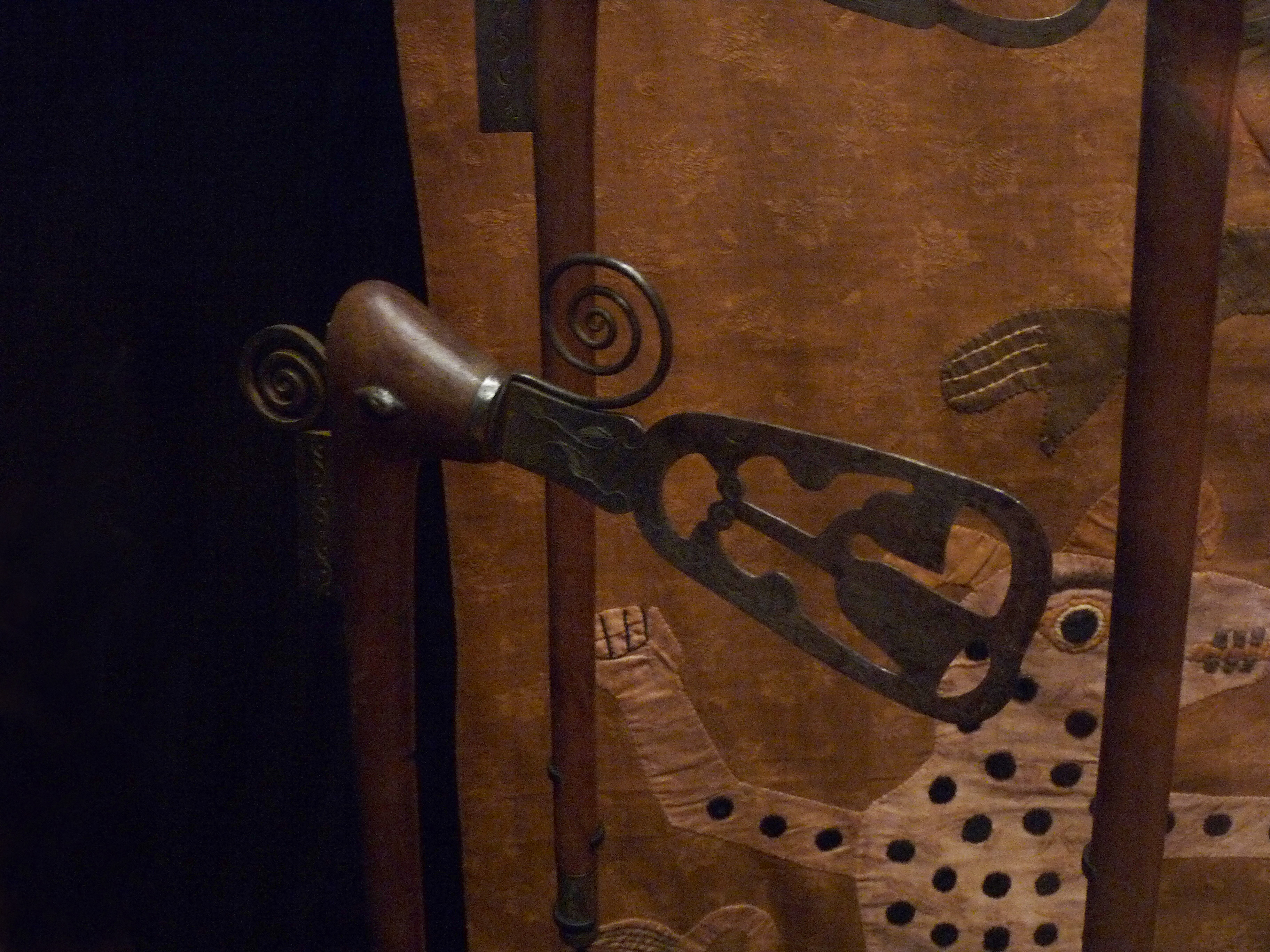
Récade-clochettes à l'emblème d'Akaba[9].
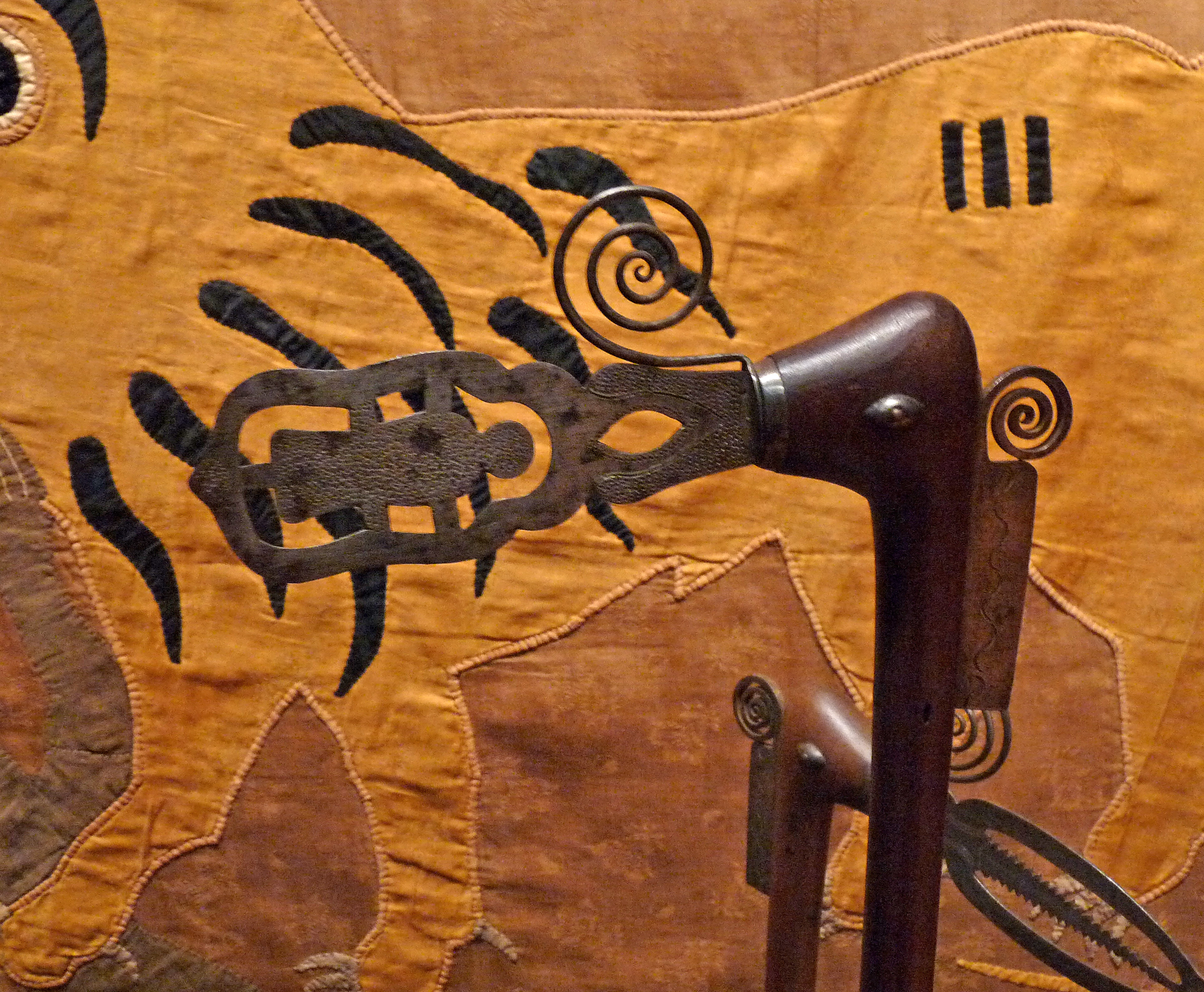
Récade-canon à l'emblème de Kpengla[10].
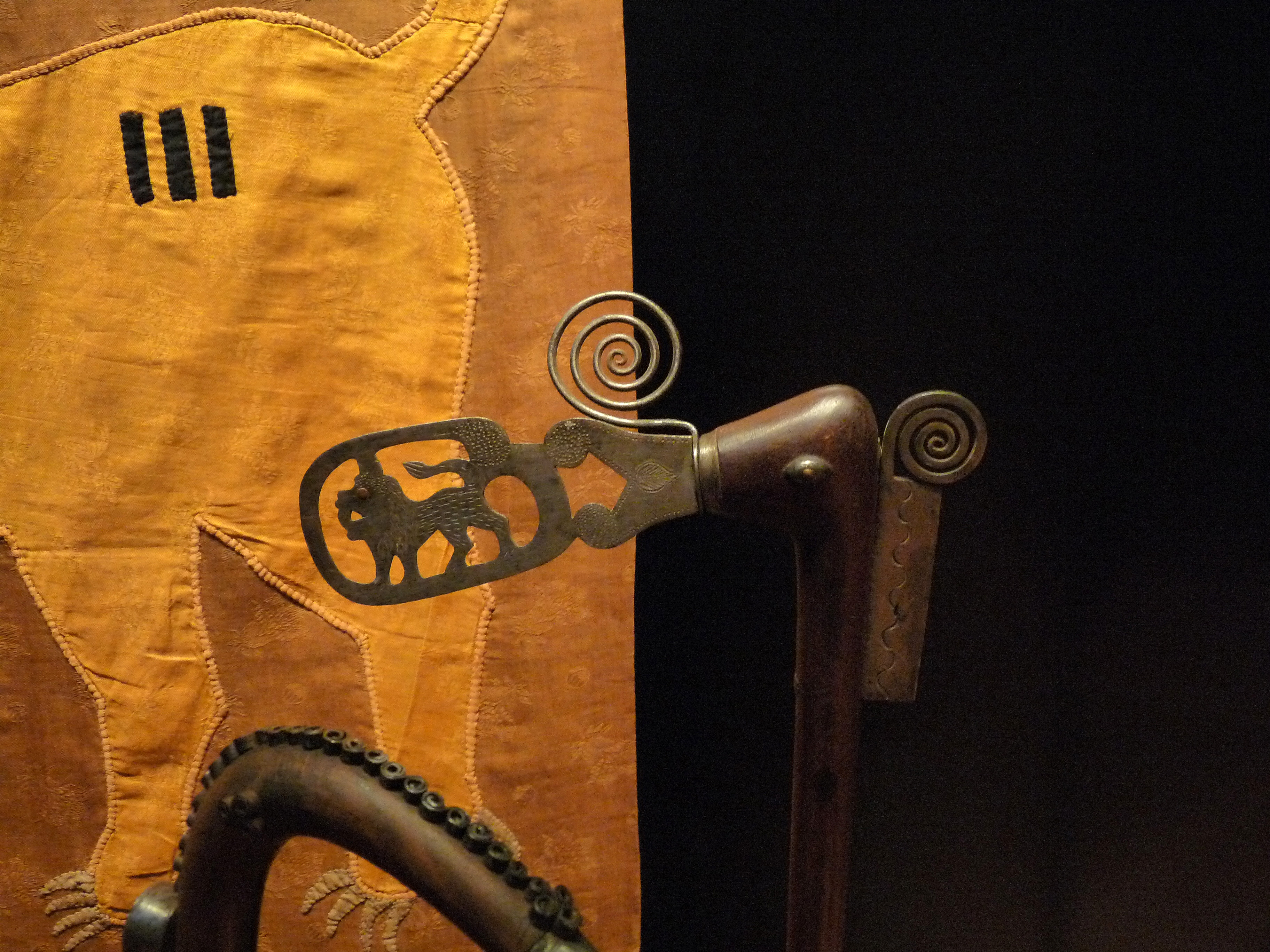
Récade-lion à l'emblème de Glèlè[11].
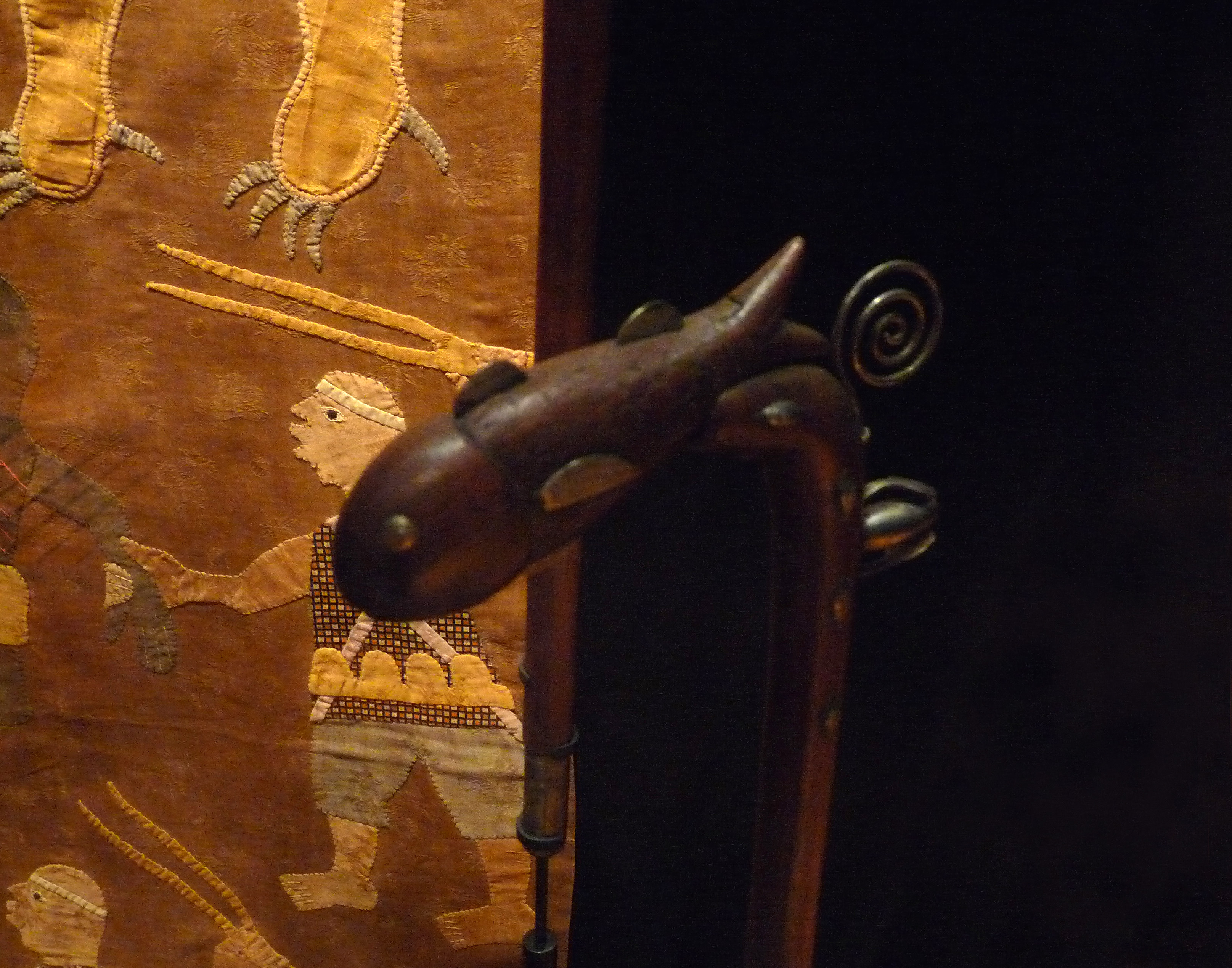
Récade-requin à l'emblème de Béhanzin[12].